# محمود پیشگاه هادیان
محمود پیشگاه هادیان متولد بندر انزلی از استان گیلان در کشور ایران است.

## بیوگرافی
محمود پیشگاه هادیان یکی از پیشکسوتان ملوان بندر انزلی  و یکی از مربیان فوتبال ایران محسوب میشود.

### دیوار چین
هواداران ملوان به علت بازی جسورانه و فیزیکی پیشگاه هادیان، به وی لقب دیوار چین داده بودند . دراین عکس جالب ، محمود پیشگاه هادیان ، همراه تیم ملی فوتبال ارتش ایران در کنار دیوار چین دیده می شود. 